# Презентизм (философия времени)
Презенти́зм (англ. presentism, от present — настоящее [время]) — философская позиция, согласно которой прошлое и будущее не существуют.

## Связанные теории
Противоречит этернализму, который утверждает, что характеристики существования будущего, прошлого и настоящего абсолютно одинаковы, и концепции растущего блока Вселенной, которая признает существование прошлого, но не будущего.